# Гросенхайн (аэродром)
Аэродром Гросенхайн (нем. Großenhain), (ИКАО: EDAK) — военный аэродром, расположенный вблизи одноименного города Гросенхайн земли Саксония, Германия.

## История
Аэродром является одним из старейших действующих немецких аэродромов. Начиная с 1911 года на аэродроме обучались саксонские офицеры для Имперских военно-воздушных сил Германии. Здесь также проходили обучение летчики для Первой мировой войны. Среди известных выпускников школы, асов Первой Мировой войны, базирующейся на этом аэродроме были Манфред фон Рихтгофен, Рудольф Бертольд, Вальтер Блюме, Юлиус Буклер, Франц Бюхнер, Карл Менкхофф и многие другие. Всего до 1918 года здесь прошли обучение около 60 000 человек.
В период с 1919 по 1945 года на аэродроме базировались:
| Начало       | Окончание     | Подразделение                                                  |
| ------------ | ------------- | -------------------------------------------------------------- |
| Март 1935    | Март 1945     | Aufkl.Gr. 323 (Aufklärungsgruppe 323)                          |
| Апрель 1936  | Сентябрь 1937 | Aufkl.Gr. 123                                                  |
| Октябрь 1937 | Октябрь 1938  | Aufkl.Gr. 23                                                   |
| Ноябрь 1938  | Август 1939   | Aufkl.Gr. 11                                                   |
| Ноябрь 1944  | Февраль 1945  | II./ZG 76 (II. Gruppe des Zerstörergeschwaders 76)             |
| Ноябрь 1944  | Март 1945     | 14./KG 3 (14. Staffel des Kampfgeschwaders 3)                  |
| Февраль 1945 | Март 1945     | Stab, II./SG 2 (Stab und II. Gruppe des Schlachtgeschwaders 2) |
| Февраль 1945 | Апрель 1945   | III./JG 54 (III. Gruppe des Jagdgeschwaders 54)                |
| Апрель 1945  | Апрель 1945   | I., III./JG 27                                                 |

2 мая 1945 года аэродром был занят советскими войсками и на нём до 18 мая размещалась 9-я гвардейская истребительная авиационная дивизия, которой командовал трижды Герой Советского Союза А. И. Покрышкин.
После окончания войны была выстроена новая инфраструктура аэродрома. ВПП была удлинена. На аэродроме в период с 1945 по 1993 годы базировались:
| Начало   | Окончание | Части и соединения | Примечание                                           |
| -------- | --------- | --- | ---------------------------------------------------- |
| Май 1945 | Май 1945  | 9-я гвардейская истребительная авиационная дивизия 322-я истребительная авиационная дивизия                                                                                              | управление дивизии и штаб                            |
| Май 1945 | Май 1945  | 482-й истребительный авиационный полк | Ла-5                                                 |
| Май 1945 | Май 1945  | 2-й гвардейский истребительный авиационный полк 937-й истребительный авиационный полк | Ла-7                                                 |
| Май 1945 | Май 1945  | 16-й гвардейский истребительный авиационный полк 100-й гвардейский истребительный авиационный полк 104-й гвардейский истребительный авиационный полк                                     | P-39 Airacobra                                       |
| 1946     | 1949      | 2-я гвардейская штурмовая авиационная дивизия 78-й гвардейский штурмовой авиационный полк                                                                                                | управление дивизии и штаб, Ил-10                     |
| 1947     | 1948      | 3-я гвардейская истребительная авиационная дивизия | управление дивизии и штаб                            |
| 1948     | 1951      | 6-я гвардейская истребительная авиационная дивизия | управление дивизии и штаб                            |
| 1949     | 1951      | 269-я истребительная авиационная дивизия 168-й истребительный авиационный полк | управление дивизии и штаб, полк на Як-9              |
| 1951     | 1993      | 105-я истребительная авиационная дивизия 105-я истребительно-бомбардировочная авиационная дивизия 105-я авиационная дивизия истребителей-бомбардировщиков                                | управление дивизии и штаб, Як-12, Ан-2, Ан-14, МиГ-9 |
| 1951     | 1955      | 559-й истребительный авиационный полк | МиГ-15                                               |
| 1951     | 1989      | 497-й истребительный авиационный полк 497-й истребительно-бомбардировочный авиационный полк 497-й авиационный полк истребителей-бомбардировщиков 497-й бомбардировочный авиационный полк | МиГ-15, МиГ-17, Су-17, Су-24                         |
| 1989     | 1993      | 296-й авиационный полк истребителей-бомбардировщиков | МиГ-27                                               |

После ликвидации ГДР в 1990 году и вывода советских войск из Германии началось преобразование аэродрома для дальнейшего использования в гражданских целях. Начиная с мая 1993 года аэродром стал гражданским.
| МиГ-27Д 296-го апиб (1993 год) | МиГ-21 и Ми-24 перед вышкой | Вид аэродрома с юго-востока | Самолет-памятник Миг‑17 |

## Происшествия
- 27 мая 1973 г. был осуществлён взлёт с целью угона самолёта Су-7БМ авиационным техником лейтенантом Вронским. Имея минимальные навыки пилотирования, полученные на тренажере, Вронский весь полет совершал на форсажном режиме работы двигателя и шасси после взлета не убирал. После пересечения границы ФРГ Вронский катапультировался. Самолет упал на лесной массив у города Брауншвайг. Обломки самолета возвращены советской стороне, а лейтенанту Вронскому предоставлено политическое убежище.